# Wappen

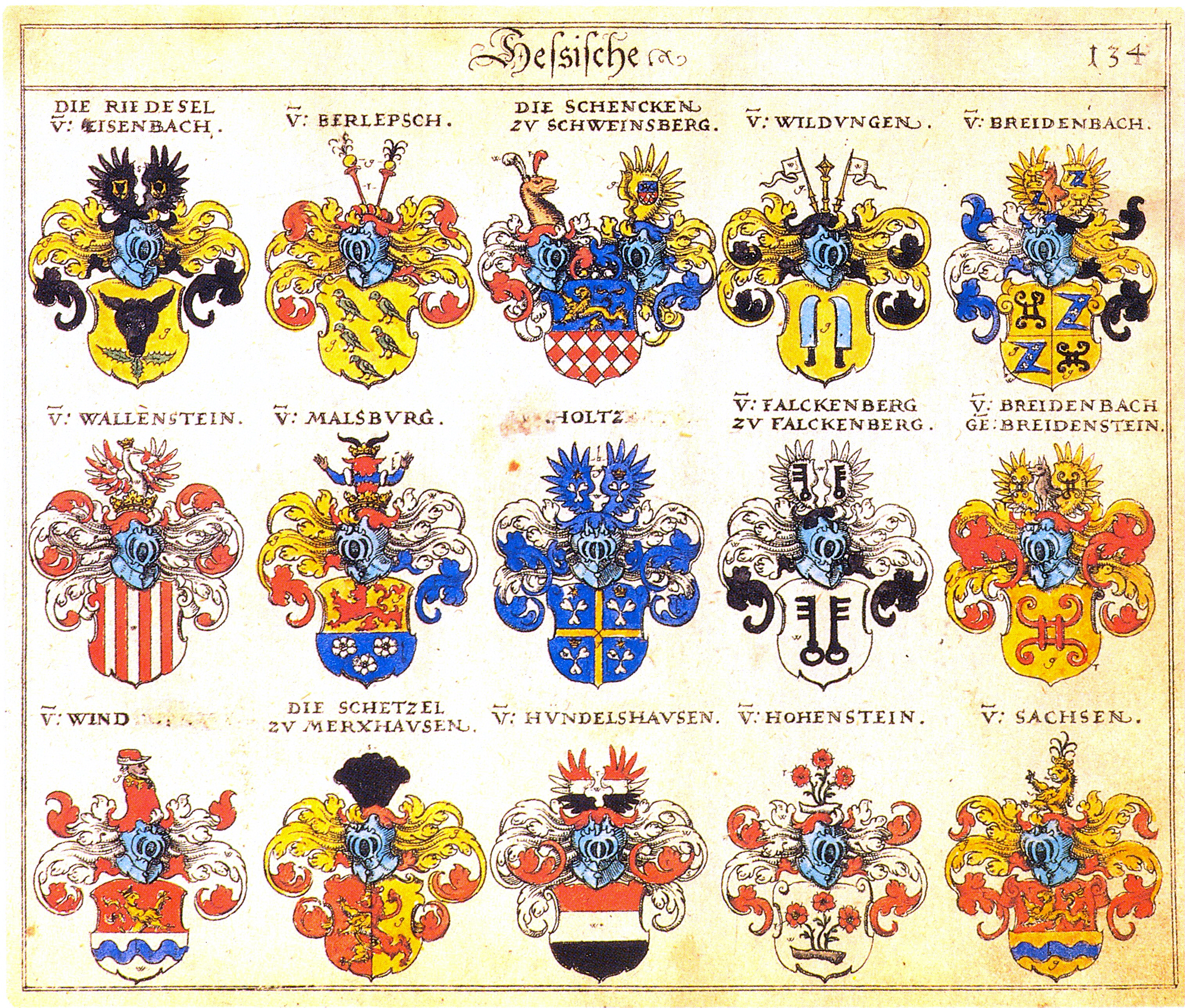
Einige hessische Adelswappen aus Siebmachers Wappenbuch von 1605

Ein Wappen ist ein schildförmiges Zeichen, angelehnt an den Schild als Schutzwaffe des Mittelalters. Typische Merkmale sind wenige Farben, starke Kontraste und eine starke Stilisierung eventueller Figuren. Wappen können von Personen, Gruppen (z. B. Familien oder Vereinen) und Körperschaften (u. a. Staaten und Gemeinden) geführt werden. Wappen sind im Mittelalter in Nordwesteuropa entstanden und haben sich in ganz Europa, teilweise darüber hinaus, verbreitet. Den europäischen Wappen vergleichbar sind die Mon Japans.

## Wortherkunft
Das Wort Wappen (mhd. wâpen) stammt aus dem Mittelniederländischen (mnl. wâpen) und war ursprünglich bedeutungsgleich mit mittelhochdeutsch wâfen „Waffe, Rüstung“. Auch im Englischen (coat of arms meinte ursprünglich einen über der Rüstung getragenen Rock, später das Wappen) und anderen Sprachen verweist die Etymologie auf Waffen und Rüstungen. Dazu passt, dass bereits frühe Wappen auf verschiedenen Teilen der militärischen Ausrüstung belegt sind (Schild, Waffenrock, Pferdedecke, Banner).
Erst im 16. Jahrhundert bildete sich die begriffliche Trennung heraus: einerseits Waffe als Kampfgerät und Schild als Schutzwaffe, andererseits Wappen in seiner heutigen Bedeutung.

## Geschichte

### Entstehung der Wappen
Wappen entstanden im Mittelalter aus verzierten Reiterschilden. Verzierungen von Schilden sind aus vielen Gesellschaften überliefert, aber von „Wappen“ spricht man nur dann, wenn diese Zeichen überzeitlich stabil sind und ihre Gestaltung gewissen Regeln folgt. Ältere Schildzeichen, auf die dies nicht zutrifft, werden oft als „vorheraldisch“ bezeichnet.

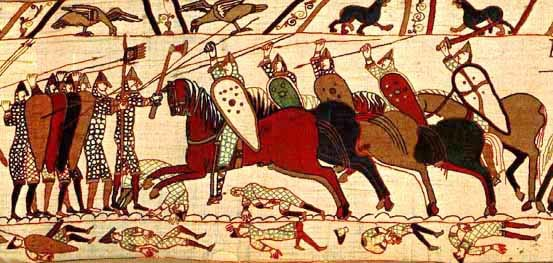
Darstellung von vorheraldischen Schildzeichen auf dem Teppich von Bayeux, zweite Hälfte des 11. Jh.

Eine Besonderheit von Wappen im Gegensatz zu anderen Arten von Verzierungen von Schilden ist des Weiteren der Gebrauch dieser Zeichen in vielen nicht-militärischen Kontexten und dementsprechend ihre Darstellung in sehr unterschiedlichen Medien (auf Siegeln, Münzen usw.). Die frühesten belegten Wappen stammen von Hochadeligen aus dem heutigen Frankreich und England. Entsprechende Schilde haben sich aus dem 12. Jahrhundert nicht erhalten, aber Darstellungen von Schilden auf Reitersiegeln und vereinzelt anderen Quellen (Grabplastik, Buchmalerei).

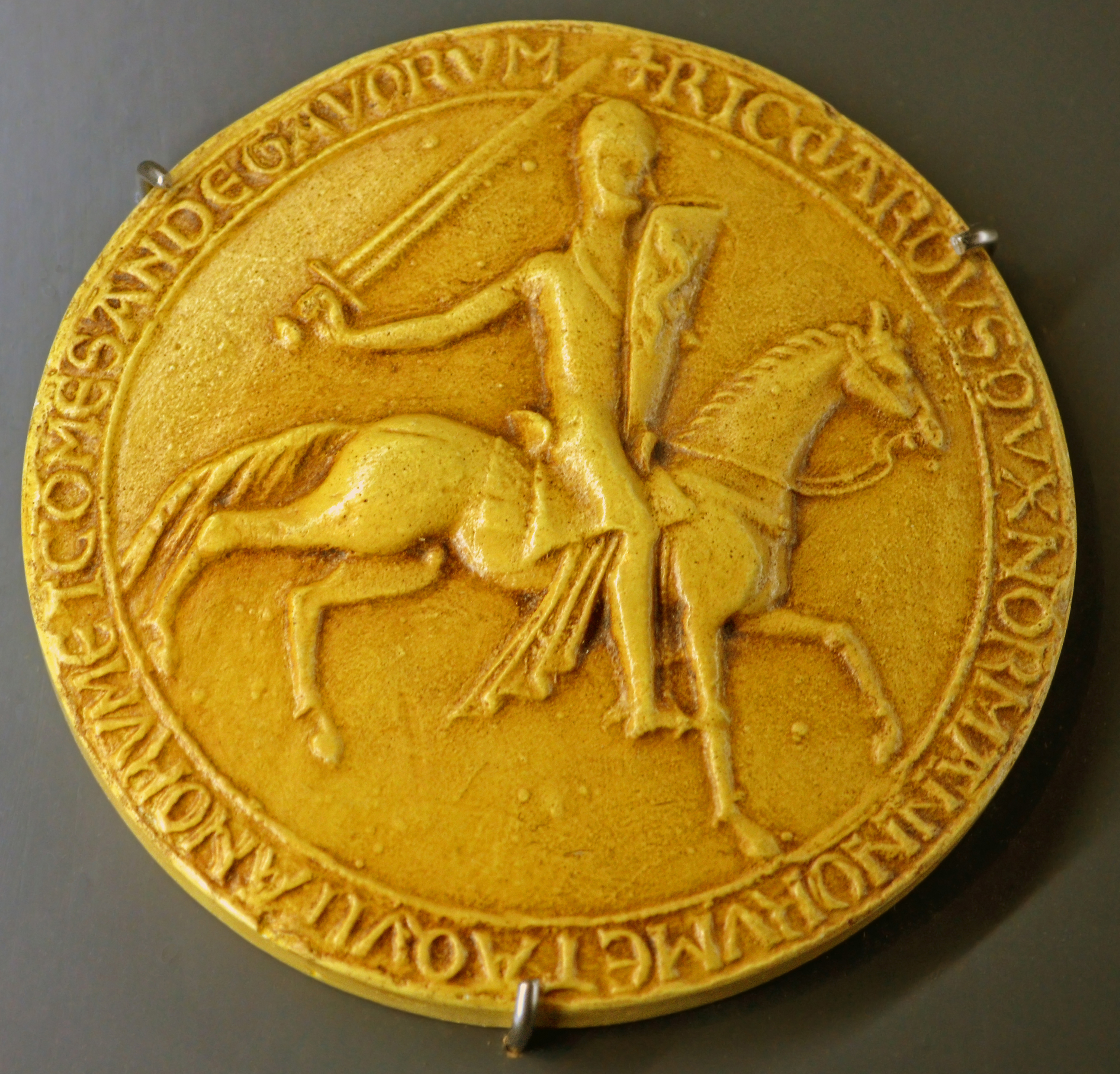
Das Siegel, das Richard Löwenherz als Herzog der Normandie nutzte

Viele der frühesten nachweisbaren Wappen im Hochadel ähneln den Bannern, die in der Schlacht als Feldzeichen dienten, und damit kollektiven (nicht individuellen) Zeichen. Ähnliches gilt für Wappen von Hochstiften und Königreichen, die oft mit den entsprechenden Feldzeichen zusammenhängen. Ob man deshalb annehmen muss, Wappen seien aus Bannern und als Zeichen von Lehnsverbänden entstanden, ist umstritten. Die Wappenbilder von Familien und Kommunen sind teilweise schon deutlich früher als Siegel- oder Münzbilder nachweisbar. Eine ältere, aber immer noch oft wiederholte These erklärt die Verbreitung von Wappen mit dem Aufkommen von geschlossenen Rüstungen (speziell des Topfhelms) um 1200; Wappen sollen nach dieser Theorie geholfen haben, Freund und Feind in der Schlacht zu unterscheiden. Eine andere Theorie betont, dass Wappen ähnlich wie die zur gleichen Zeit aufkommenden Familiennamen zur Markierung bestimmter (patrilinearer) Verwandtschaftsgruppen genutzt worden seien. Die meisten dieser Erklärungen zur Entstehung von Wappen widersprechen einander nicht, werden in der Forschung aber unterschiedlich gewichtet. Sicher ist, dass Wappen sich im 12. und 13. Jahrhundert rasch in verschiedenen sozialen Gruppen verbreiteten (Hochadel, Klerus, Niederadel, Städte), dass sie sowohl in militärischen als auch vielen nicht-militärischen Kontexten verwendet wurden und dass das gleiche Wappen oft mehrere Bedeutungen gleichzeitig hatte und haben sollte: Ein Familienwappen konnte gleichzeitig den Träger als Person, seine Familie und seinen Lehnsherren darstellen, ein Stadtwappen sowohl einen Amtsträger als auch die Kommune als auch den Stadtherren repräsentieren.

### Wappen im 12.–14. Jahrhundert

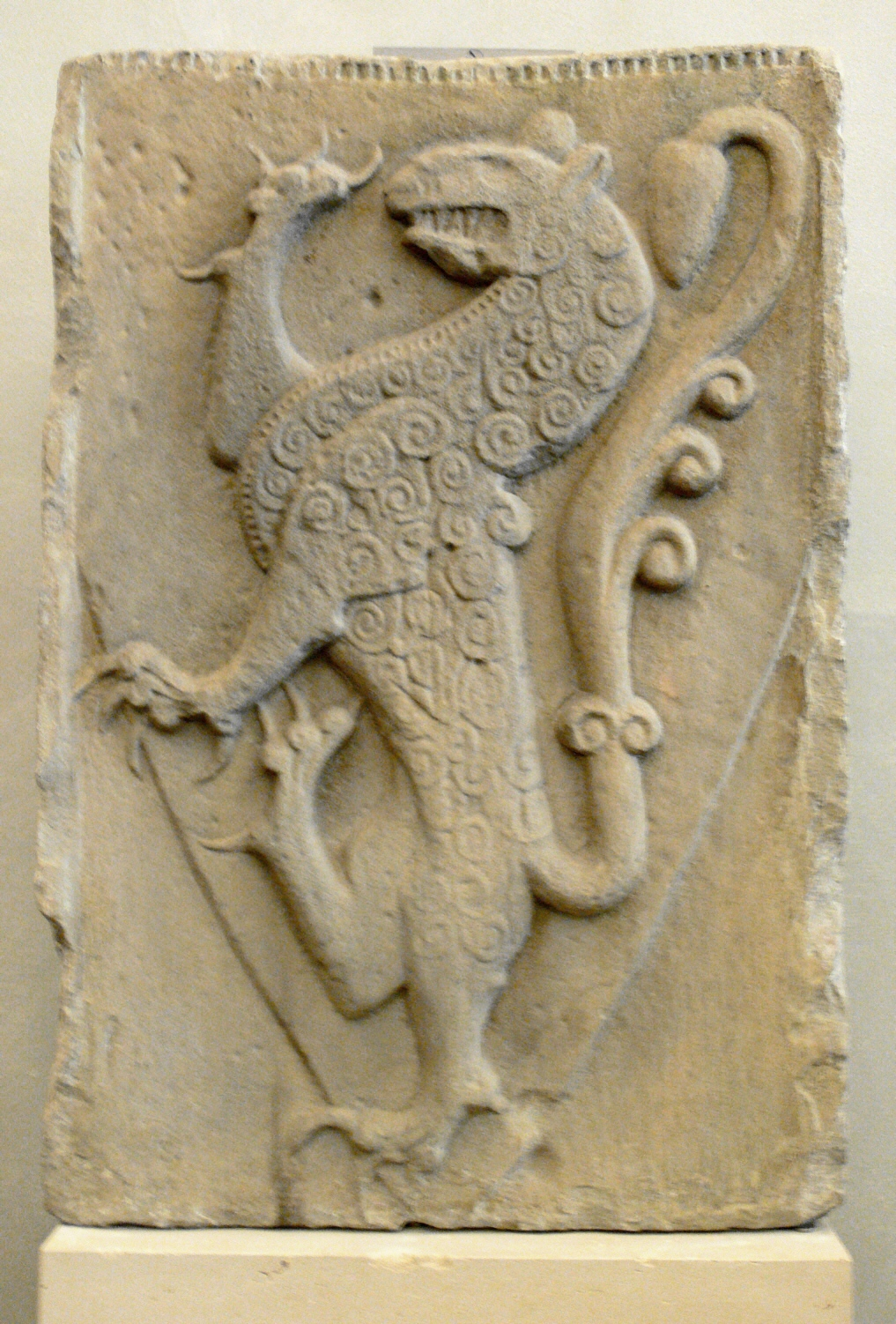
Welfen-Stammwappen vom Grab Welfs VI. und Welfs VII. in St. Johannes Baptist im Kloster Steingaden, ursprünglich als blauer Löwe auf goldenem Grund koloriert (um 1200; heute im Bayerischen Nationalmuseum, München)

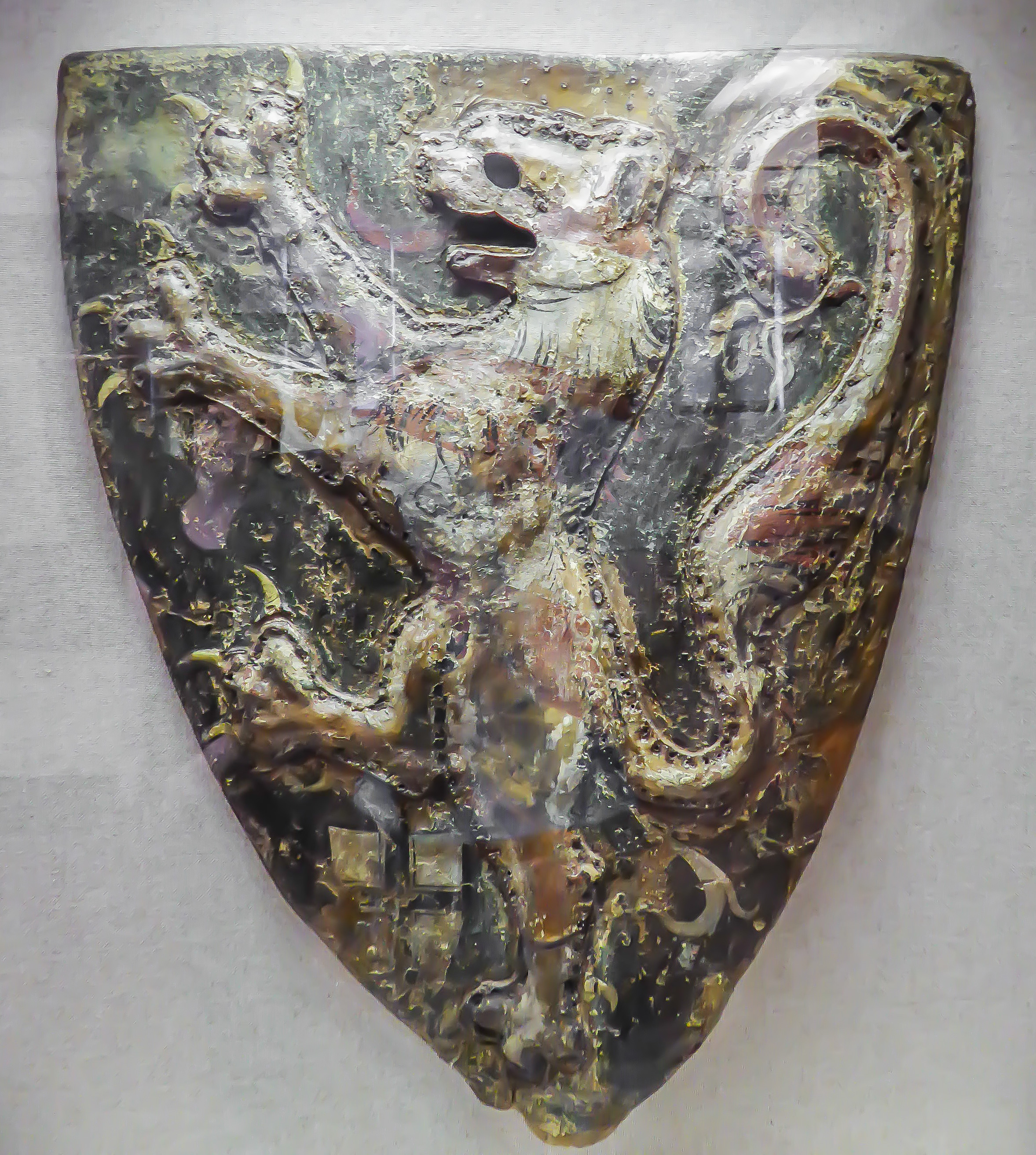
Schild des Konrad von Thüringen um 1230/40, einer der wenigen original erhaltenen und relativ sicher datierbaren Schilde des 13. Jahrhunderts mit heraldischer Gestaltung. Die Hauptfigur ist der Thüringische Löwe, klein ist ein Deutschordens-Wappen zu erkennen.

Im Lauf des späteren Mittelalters verbreiteten sich Wappen in ganz Europa. Sie sind unter anderem auf Siegeln und Münzen belegt, zunehmend aber auch in anderen Medien (Buchmalerei, Glasmalerei, Skulptur). In der höfischen Kultur spielte der Umgang mit Wappen eine große Rolle, wie Beschreibungen von Festen in höfischen Romanen, aber auch Chroniken und erhaltene Realien belegen. In Städten konnten Wappen die Kommune selbst und ihre Amtsträger, einzelne Personen, Familien und diverse Körperschaften und Gruppen (Zünfte, Stadtteile, Bruderschaften) markieren; die Grenzen zu anderen Zeichen wie Hausmarken oder Beschauzeichen war manchmal fließend. Auch bei der Begegnung von vielen Menschen mit unterschiedlichen Sprachen konnten Wappen wichtig sein, um Informationen auszutauschen. Das gilt für alltägliche Kommunikation (z. B. Fernhandel) ebenso wie besondere Ereignisse, die viele Menschen in die Stadt brachten, z. B. Hoftage, Konzilien oder Turniere.
Neben Wappen von Familien und Körperschaften entwickelten sich manche Wappen auch zu Territorialwappen. Diese Wappen wurden von (wechselnden) Herrschern anstatt oder zusätzlich zu den eigenen Familienwappen geführt und änderten sich bei einem Dynastiewechsel gerade nicht. Das Herzogtum Franken zum Beispiel hatte im Spätmittelalter ein Wappen, obwohl der Herzogstitel effektiv mit keinen Herrschaftsrechten verbunden war.
Die Wappen des 12. bis 14. Jahrhunderts waren meist einfach gestaltet. Sie zeigten oft eine einzelne Gemeine Figur oder ein durch wenige gerade Linien gebildetes Heroldsbild und kommen mit zwei oder drei Farben aus, die einen starken Kontrast bilden (z. B. Rot/Weiß oder Blau/Gelb). Im Lauf der Zeit bildeten sich Konventionen aus, sowohl zur Darstellung einzelner Figuren (z. B. Löwen) als auch zur Gestaltung der Wappen insgesamt. Tendenziell nahm die Komplexität der Wappen im Lauf der Zeit zu, weil es immer mehr unterschiedliche Wappen gab. Parallel dazu entstand im 13. Jahrhundert in Frankreich und England eine eigene Fachsprache zur knappen Beschreibung (Blasonierung) von Wappen; sie gilt als Ursprung der Heraldik als eigener Wissenschaft von den Wappen. Eine Gruppe, die diese Sprache nutzte, waren Herolde, deren Aufgaben als Boten, Diplomaten und Experten für höfische Kultur sie immer wieder mit Wappen in Berührung brachte.

### Wappen im 15. und frühen 16. Jahrhundert

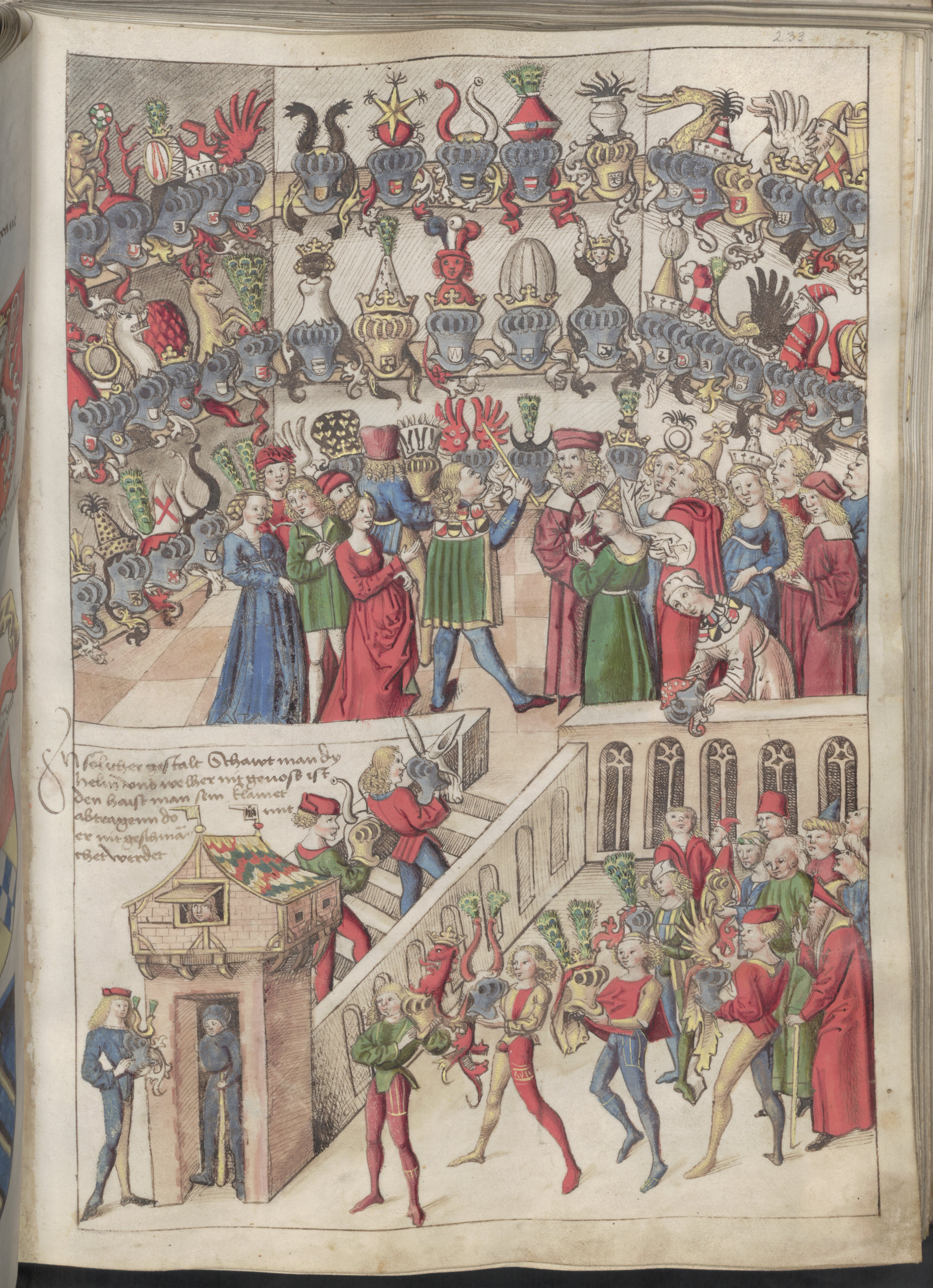
Eine Helmschau: Herolde und adelige Damen prüfen die Helmzier der Turnierteilnehmer (Grünenbergs Wappenbuch, Ende 15. Jh.)

Die Zeit vom späten 14. bis zum frühen 16. Jahrhundert war in vielfacher Hinsicht eine Blütezeit der Wappen in Europa. Darstellung zum Wappenwesen aus dieser Zeit behandeln Wappen oft als Zeichen, die es „schon immer“ gegeben habe und die auf der ganzen bekannten Welt genutzt würden. Daran ist zumindest richtig, dass Wappen in dieser Zeit von ganz unterschiedlichen Gruppen genutzt werden konnten: Adelige und Nicht-Adelige, Kleriker und Laien, Juden und Christen (seltener auch Muslime, z. B. die Nasriden) kommunizierten über Sprachgrenzen hinweg mit Wappen. Vor allem in der höfischen Kultur und im städtischen Leben waren Wappen allgegenwärtig.
Ein quantitativer wie qualitativer Höhepunkt des Wappenwesens lag im späten 15. Jahrhundert. Die Überlieferung zeigt, dass Wappen in ganz unterschiedlichen Materialien, Größen und Techniken dargestellt wurden, sowohl in monumentaler Größe (z. B. Stadttore) und sehr repräsentativer Form (z. B. Goldschmiedearbeiten) als auch auf alltäglichen und/oder sehr vergänglichen Trägermedien, z. B. Spielkarten, Lebensmittel oder Süßwaren. Langfristig wichtig waren Wappenbücher, von denen zwischen ca. 1450 und 1530 besonders viele produziert wurden. Zwischen 1479 und 1487 fanden die Turniere der Vier Lande statt, die im deutschen Sprachraum stark das ideale Bild eines mittelalterlichen Turniers und der dort gebrauchten Wappen prägten, z. B. hinsichtlich Teilnahmebedingungen, des Ablaufs oder speziell der sogenannten Helmschau (siehe die Abbildung aus Grünenbergs Wappenbuch); die Helme einzelner Teilnehmer wurden dabei von Herolden, Schiedsrichter und/oder adeligen Damen begutachten und die Würdigkeit der jeweiligen Träger diskutiert.
Vor allem im Adel (einschließlich des Stadtadels) war seit dem späten 15. Jahrhundert der Nachweis möglichst vieler adeliger Vorfahren wichtig geworden, was ebenfalls die Darstellung von Wappen (z. B. in Adelsproben und auf Grabmälern) förderte. Der frühe Buchdruck trug dazu bei, dass Wappenbücher, Turnierberichte und genealogische Werke eine noch weitere Verbreitung fanden; eine wichtige Rolle spielte dabei insbesondere Georg Rüxners Turnierchornik.

### Wappen in der Frühen Neuzeit

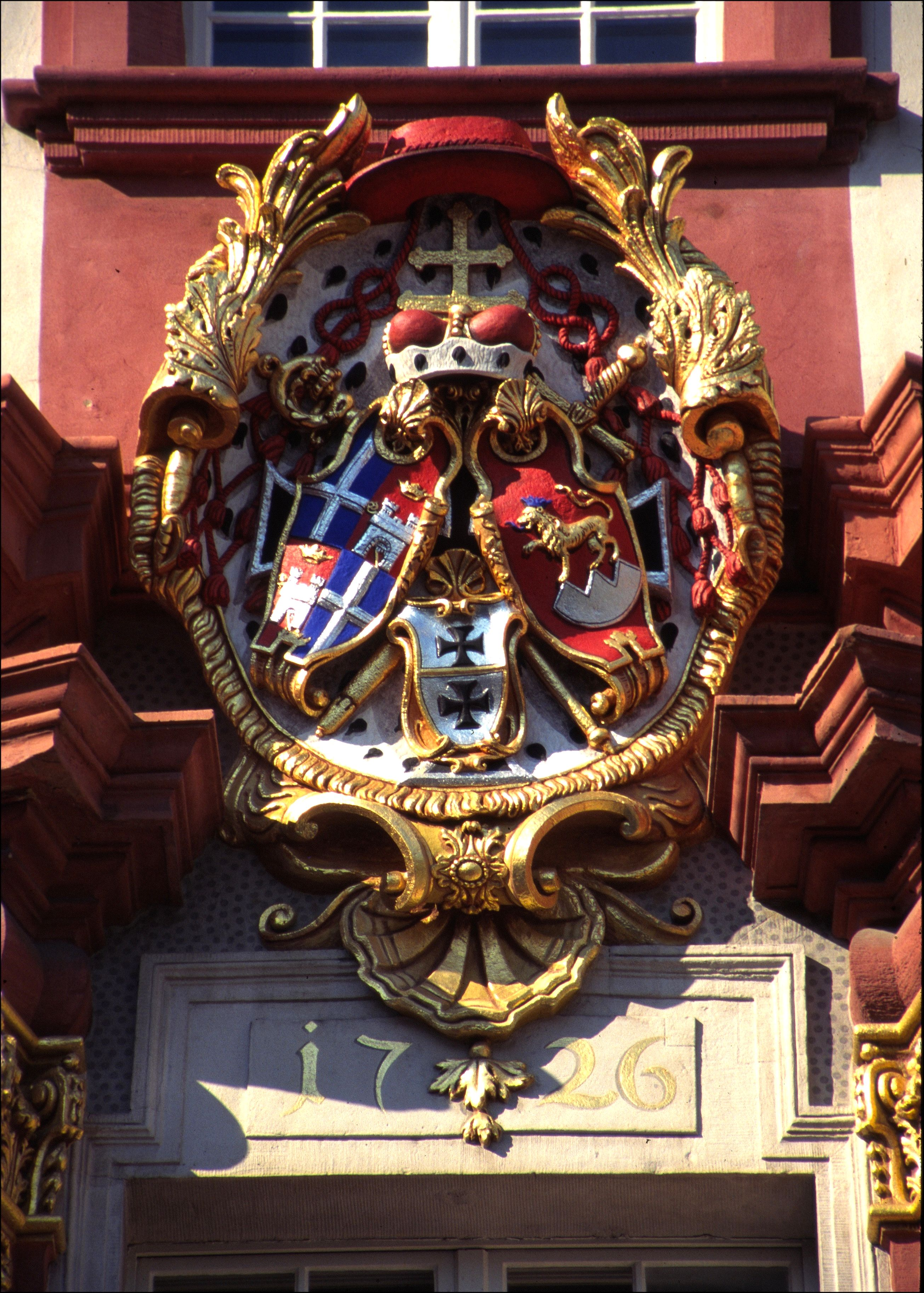
Wappen des Fürstbischofs Damian von Schönborn-Buchheim am Schloss Bruchsal (1726)

In der Frühen Neuzeit waren Wappen in ganz Europa sehr weit verbreitet; ihr Gebrauch wurde zunehmend reglementiert. Eigene Heroldsämter kontrollierten teilweise die Vergabe und Führung von Wappen vor allem im Adel und schlichteten eventuelle Konflikte. In England besteht diese Tradition schon seit dem Spätmittelalter (siehe College of Arms). Mit der Kolonialisierung wurden Wappen außerhalb Europas verbreitet.
Im 17. und 18. Jahrhundert verloren Wappen teilweise an Bedeutung, blieben aber ein wichtiger Teil der Repräsentation von Individuen, Familien, Körperschaften und Staaten. Vor allem in der frühneuzeitlichen Adelskultur spielten Wappen aus praktischen Gründen (Adelsproben) und zur oft sehr aufwändigen Selbstdarstellung eine wichtige Rolle. Im Vergleich zum 15. Jahrhundert ändern sich die Schildformen und auch der Stil der Darstellungen deutlich. Frühneuzeitliche Staatswappen weisen oft sehr viele Felder auf, die sich meist auf die beherrschten (oder auch beanspruchten) Territorien beziehen. Bei der Darstellung der Wappen spielten ferner Prachtstücke in dieser Zeit oft eine besondere Rolle (Devisen, Wappenmäntel, Helme, Schildhalter), mit denen insbesondere der Rang und spezifische Würden des jeweiligen Staates und der Dynastie oder (bei geistlichen Fürsten) des Herrschers ausgedrückt wurden.
Die Assoziation von Wappen mit „Adel“ war so eng, dass Wappen in der Französischen Revolution zwischenzeitlich abgeschafft wurden; unter Kaiser Napoleon I. wurden sie dann neu geregelt (siehe Napoleonische Heraldik). Auch in Österreich wurden Wappen als spezifisch adelig angesehen und mit dieser Begründung 1918 abgeschafft. In der Schweiz hingegen gab (und gibt) es ein lebhaftes Interesse für Familien- und kommunale Wappen, ohne dass darin ein Widerspruch zum Republikanismus gesehen würde.

### Wappen im 19. und 20. Jahrhundert

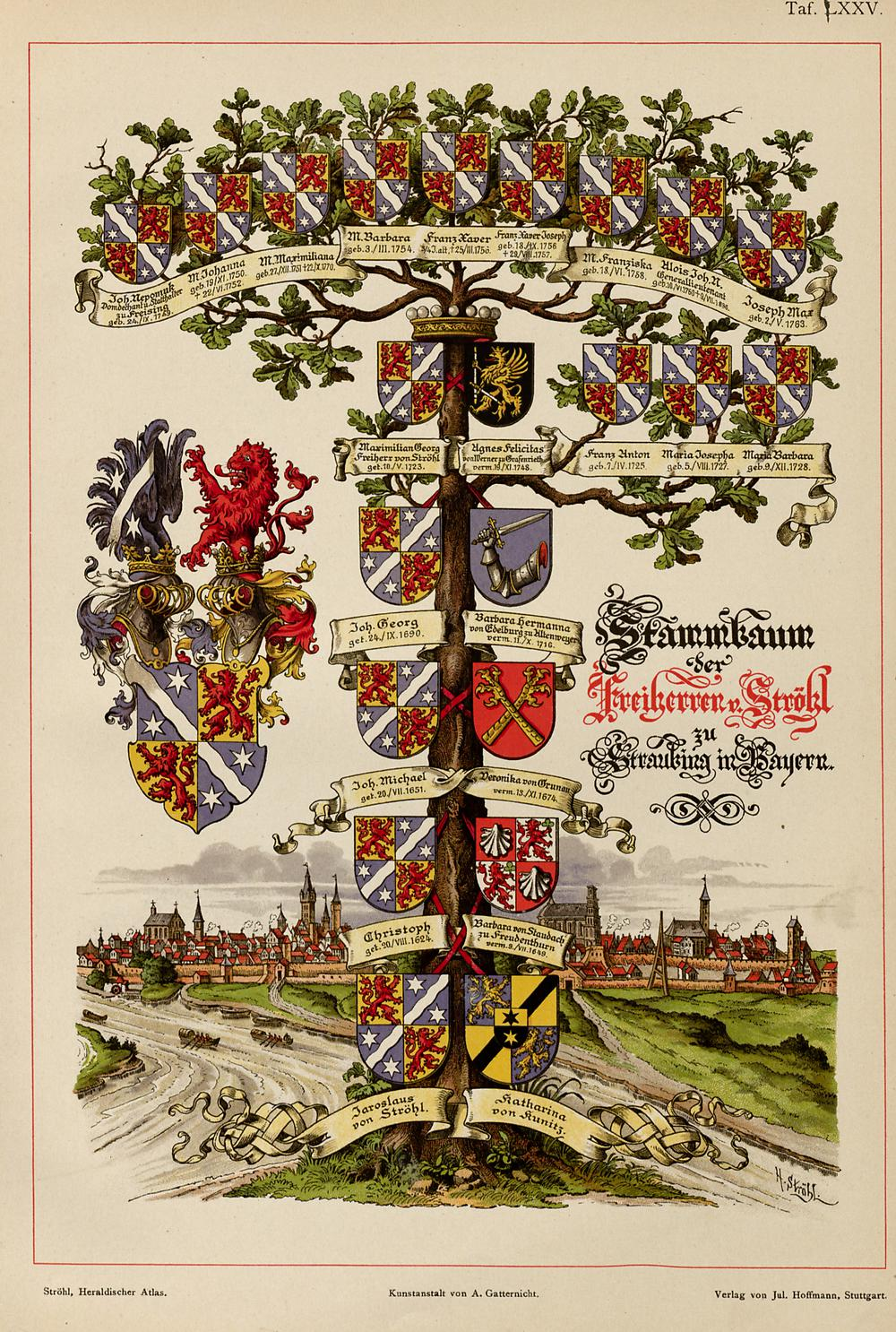
Beispiel für Wappen im historistischen Stil und ihre Verwendung für genealogische Darstellungen (aus Ströhls Atlas, 1899)

Im 19. Jahrhundert wurden Wappen zwar immer wieder als archaisch wahrgenommen, erlebten insgesamt aber eindeutig einen erneuten Zuwachs an Bedeutung, aber auch Reglementierung. Viele Monarchien regelten nicht nur staatliche Wappen, sondern auch Familienwappen. Neben dem Adel interessierte sich zunehmend auch das Bürgertum für Genealogie und Heraldik, und das Wappenwesen profitierte auch vom starken Interesse am Mittelalter seit der Romantik. Im deutschen Sprachraum entstand ab der Mitte des 19. Jahrhunderts eine neue Heraldik, die mit großem Aufwand sowohl die Geschichte der Wappen untersuchte als auch Regeln zur Gestaltung von Wappen aufstellte. Dabei bildete sich ein neuer ästhetischer Konsens aus, der sich stark an der mittelalterlichen Buchmalerei orientierte; vor allem die Zürcher Wappenrolle, der Codex Manesse und Grünenbergs Wappenbuch spielten eine besondere Rolle. Die Darstellung von Wappen in der zweiten Hälfte des 19. und im gesamten 20. Jahrhundert ist daher sehr stark an die Formensprache dieser spätmittelalterlichen Werke angelehnt. Viele Wappen werden deutlich vereinfacht, z. B. hat das Wappen Württembergs ab 1817 zwei statt vorher achtzehn Felder.
Das Ende der Monarchie 1918 in Deutschland und Östrereich war zwar ein wichtiger Einschnitt in der Geschichte der Wappen im deutschsprachigen Raum, aber nicht das Ende ihrer vielfältigen Nutzungen. Im gesamten 20. Jahrhundert blieben Familienwappen populär; das Interesse an Heraldik war und ist dabei eng mit dem für Genealogie und Adelskultur verbunden. Entsprechende Vereine waren und sind vielerorts wichtige Träger der Kontinuität trotz aller Brüche in der politischen Geschichte. Zwischen den 1950er und den 1970er Jahren gab es in Deutschland zudem ein auffällig starkes Interesse an kommunaler Heraldik, das sich in zahlreichen Wappenänderungen sowie entsprechenden Publikationen niederschlug. Wappen sind hier sowohl für lokalgeschichtliche Forschungen als auch als Ausdruck lokaler und regionaler Identität wichtig. Die Nutzungen von Wappen durch Fußballvereine oder auch in der Werbung knüpfen ebenfalls an solche Funktionen von Wappen an.

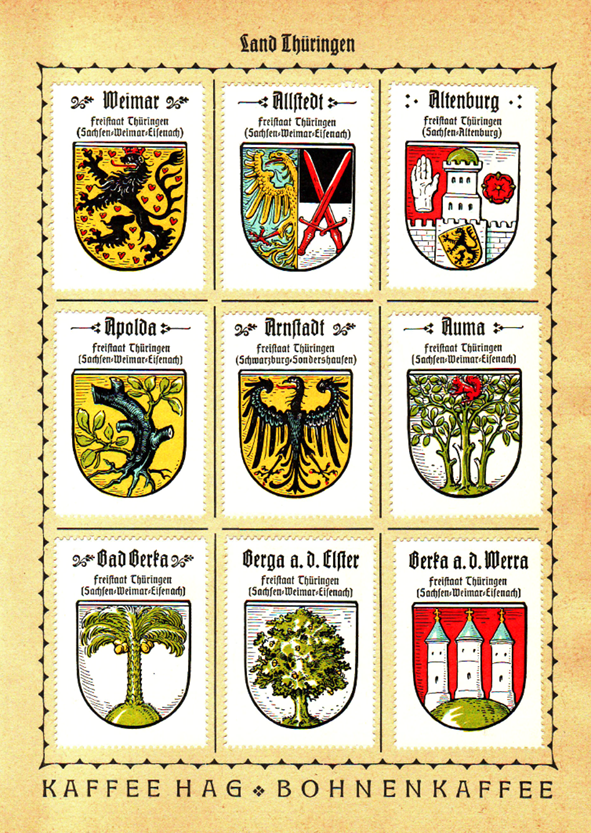
Sammelmarken mit Stadtwappen (Kaffee HAG, um 1930): Deutsche Ortswappen Neue Reihe, Heft 2

## Formen und Farben

### Bestandteile
Wappen bestehen oft aus Schild und Oberwappen (Helm, Helmzier und Helmdecke, dazu treten Rangkronen). Die moderne Heraldik betrachtet Familienwappen nur dann als Vollwappen, wenn sie aus Schild und Oberwappen bestehen.
Außerdem können hinzukommen: Schildhalter samt Standfläche (Postament), Wappenmantel (oder Wappenzelt) und Wahlspruch (Devise). Solche Bestandteile werden als Prachtstücke bezeichnet.
Manche Wappenträger führen mehrere, unterschiedlich aufwändige Versionen ihres Wappens, die sich dann vor allem auch durch unterschiedlich viel Prachtstücke unterscheiden. Viele Staatswappen existieren in mehreren Fassungen, z. B. einer kleinen (für Dienstsiegel), eine mittlere (bestimmten Behörden vorbehalten) und eine große, die zu repräsentativen Zwecken dient.

### Farben und Stilisierung
Die Farbgebung des Wappens wird als Tingierung bezeichnet. Vornehmlich werden die vier Farben Rot, Blau, Grün und Schwarz sowie die zwei Metalle Gold (Gelb) und Silber (Weiß) verwendet, auf deren Kontrast die Fernwirkung eines Wappens beruht. Daher sollte Farbe stets an Metall stoßen – nicht Farbe auf Farbe und Metall auf Metall. In bestimmten Fällen werden auch andere Farben verwendet, darunter Purpur, Braun und Grau.
Zur Erkennbarkeit auf Distanz trägt auch die teils starke Stilisierung der Figuren bei. Hier haben sich frühe bestimmte Konventionen ausgebildet, die oft über lange Zeit stabil blieben.

### Wappenbeschreibung
Die fachsprachliche Wappenbeschreibung wird als Blasonierung bezeichnet. Sie soll ein Wappen in knapper Form möglichst eindeutig beschreiben. Die Beschreibung erfolgt dabei immer aus Sicht des Wappenträgers, nicht des Betrachters; heraldisch „links“ meint also vom Betrachter aus gesehen „rechts“ und umgekehrt.
Blasonierungen sind sehr knapp, weil die Darstellung von gemeinen Figuren stark konventionell ist; nur Abweichungen von üblichen Darstellungsweisen werden erwähnt. Löwen werden z. B. immer nach heraldisch rechts blickend dargestellt, weshalb das in der Blasonierung nicht erwähnt wird.

### Wappenvereinigung
Zwei Wappen können durch Wappenvereinigung kombiniert werden, um eine Zusammengehörigkeit darzustellen (siehe auch Allianzwappen). Man unterscheidet zwei Varianten:
- Zusammengestellte Wappen werden aufeinander bezogen dargestellt, häufig einander zugeneigt. Typischerweise geschieht dies anlässlich der Heirat von wappentragenden Adligen (Heiratswappen). Zusammengestellte Wappen entstehen auch, wenn Amtswappen und Familienwappen zusammengestellt werden sollen oder wenn Institutionen ihre Zusammengehörigkeit symbolisieren wollen.
- Bei zusammengeschobene Wappen werden Symbole verschiedener Herkunft innerhalb eines einzigen Schildes vereint. Dies kann anlässlich einer Heirat entstehen, wenn dadurch territoriale Rechte erhalten werden. Durch Erbschaft, Belehnung oder sonstigen Erwerb akkumulierten die Symbole und Felder, bis die typischen vielfeldrigen Wappen großer Territorialherrschaften entstanden.

## Wappenarten

### Einteilung nach Trägern
Familien und Personen

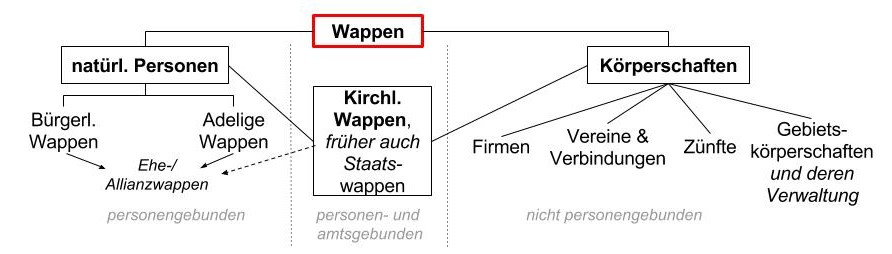
Grobe Übersicht über Wappenarten, die in der Geschichte und in der Gegenwart auftreten

Einerseits werden Familienwappen und Personenwappen unterschieden:
- Als Familienwappen werden allgemein Wappen bezeichnet, die von Familien und Personen geführt werden. Ein Wappen wird dann zum Familienwappen, wenn mehrere Personen es aufgrund ihrer familiären Bindung führen; oft wird ein solches Wappen dann von allen Personen, die durch Geburt, Adoption oder Ehe zur Familie hinzukommen, geführt. Lange Zeit war es üblich, dass Frauen auch oder nur das Wappen ihres Mannes führen und ihr eigenes Wappen nicht an die gemeinsamen Nachkommen weitergeben.
- Ein Personenwappen ist ein Wappen, das in dieser Form nur von einer bestimmten Person geführt wird. Oftmals handelt es sich um Amtswappen wie das eines Bischofs.

Wappen, die von natürlichen Personen geführt werden, können weiter nach dem Stand des Trägers in Adelswappen und bürgerliche Wappen unterschieden werden.
Staatswappen 
Seit dem Mittelalter gibt es Wappen, die bestimmten Herrschaften auch unabhängig von der Person, die gerade herrscht, zugeordnet sind.
- Die meisten Staaten führen ein eigenes Wappen und nutzen dieses als Hoheitszeichen. Einige wenige (Frankreich, einige ehem. franz. Kolonien) verwenden kein Wappen im eigentlichen Sinn, sondern ein Staatssiegel. Vor allem in der Frühen Neuzeit haben einige Länder bewusst auch die Wappen anderer Länder geführt, um Herrschaftsansprüche auf diese Gebiete auszudrücken („Anspruchswappen“). Die englischen Könige haben z. B. bis 1801 die französischen fleur de lils in ihre Wappen integriert.
- Auch Gliedstaaten wie die deutschen Bundesländer oder die Schweizer Kantone führen eigene Wappen. Die Wappen der Bundesländer werden oft „Landeswappen“ genannt, sind aber in rechtlicher Hinsicht ebenso Staatswappen wie das Wappen der Bundesrepublik.

Wappen der Gemeinden und Städte 
Für kommunale Wappen ist die Terminologie oft uneinheitlich.
- Städte und Gemeinden sowie andere kommunale Gebietskörperschaften führen fast immer eigene Wappen. Die Wappen der Städte sind historisch oft sehr alt, auch deshalb wird häufiger von „Stadtwappen“ als von „Gemeindewappen“ gesprochen.
- Auch Ortsteile können Wappen führen (manchmal als „Ortswappen“ von Gemeindewappen unterschieden). Diese Wappen rühren meistens aus der Zeit, als die Ortschaften noch selbstständige Gemeinden waren.

Kirche
- Bistümer der römisch-katholischen Kirche führen traditionell eigene Wappen, die als Bistumswappen oder hochstiftische Wappen bezeichnet werden. Diese Wappen sind teilweise sehr alt und dienten historisch auch als Hoheitszeichen. Ähnliches gilt für Domkapitel und Abteien, vor allem solche, die Grundherrschaft ausgeübt haben.
- In den geistlichen Ritterorden spielten und spielen Wappen eine wichtige Rolle; anders als monastische Orden haben sie fast immer ein eigenes Wappen.
- Die jeweiligen Päpste, Bischöfe und Äbte kombinierten traditionell das Wappen ihres Bistums bzw. Klosters mit dem eigenen (ähnlich wie bei Allianzwappen) oder entwerfen ein neues Wappen, das sich auf ihr Amt bezieht.
- Wappen kirchlicher Amtsträger nehmen oft bestimmte Insignien und Prachtstücke auf, siehe kirchliche Heraldik

Andere Gruppen, Körperschaften und Gemeinschaften
- Militärische Verbandswappen: Wappen militärischer Verbände wie beispielsweise des Eurokorps, der Marineschule Mürwik oder der 10. Panzerdivision.
- Zunft- und Universitätswappen: Zünfte führen, teilweise schon seit dem Mittelalter (z. B. in Florenz), eigene Zunftwappen; oft haben diese einen unmittelbaren Bezug zum jeweiligen Handwerk oder Gewerbe. Auch Universitäten, die im Mittelalter wie Zünfte als Genossenschaften verfasst waren, führen oft eigene Universitätswappen.
- Studentenwappen, d. h. Wappen von Studentenverbindungen, die teilweise auffällig von anderen Wappen abweichen.
- Vereinswappen

 Schiffswappen
Schiffswappen gibt es im Sinne der Heraldik nicht. Schiffe, die nach Städten oder Ländern benannt sind, können aber mit entsprechenden Wappen geschmückt sein; für Beispiele siehe z. B. zahlreiche Schiffe der Weißen Flotte auf dem Bodensee.

### Weitere Einteilungen von Wappen
Die Kategorisierung von Wappen kann sich nach anderen Kriterien richten, etwa nach der Funktion des Wappens oder nach besonderen Verhältnissen des Wappenführenden. Zusätzlich zu den oben genannten Wappentypen sind unter anderem folgende Bezeichnungen anzutreffen:
Allianzwappen, Amtswappen, Anspruchswappen, Ehrenwappen, Erbschaftswappen, Gedächtniswappen, Geschlechtswappen, Gesellschaftswappen, Gnadenwappen, Gunstwappen, Hauswappen, Heiratswappen, Herrschaftswappen, Lehnswappen, Redendes Wappen, Siegelwappen, Schutzwappen, Trauerwappen, Würdewappen.

## Heutiges Wappenrecht
Die Nutzung amtlicher Wappen ist in Deutschland als Teil des öffentlichen Rechts geregelt; einschlägige Gesetze und Verordnungen regeln die Führung durch die jeweiligen Behörden sowie Dritte. Nutzungen zu künstlerischen, wissenschaftlichen und kunstgewerblichen Zwecken sind oft, aber nicht immer, ausdrücklich und ohne weitere Genehmigung erlaubt. Ob amtliche Wappen auch „amtliche Werke“ im Sinne von § 5 UrhG und damit gemeinfrei sind, ist umstritten. Für alle Wappen (nicht nur amtliche) besteht privatrechtlich ein Schutz analog Namensrecht nach § 12 BGB.
In Österreich und in der Schweiz sind amtliche Wappen in ähnlicher Weise durch Gesetze und Verordnungen geschützt wie in Deutschland. Ebenfalls vergleichbar ist die analoge Anwendung von namenrechtlichen Bestimmungen auf Wappen aller Art. Für die österreichische Rechtslage ist zu beachten, dass die Führung von Familienwappen 1919 im Rahmen des Adelsaufhebungsgesetzes verboten wurde.